# NGC 299
NGC 299 je otvoreni skup u zviježđu Tukanu.

## Vanjske poveznice
- SEDS: NGC 0299